# Klasika Primavera
De Klasika Primavera is een wielerwedstrijd die jaarlijks wordt verreden in Baskenland, Spanje. De wedstrijd vindt plaats in april, in dezelfde periode als de GP Miguel Indurain en de Ronde van het Baskenland. Start en aankomst liggen in Amorebieta in het midden van Baskenland.

## Lijst van winnaars

### Meervoudige winnaars
| Overwinningen | Renner                  | Land   | Jaren            |
| ------------- | ----------------------- | ------ | ---------------- |
| 3             | Eusebio Velez           | Spanje | 1963, 1964, 1968 |
| 3             | Federico Echave         | Spanje | 1985, 1986, 1992 |
| 3             | Alejandro Valverde      | Spanje | 2003, 2004, 2009 |
| 2             | Antonio Gómez Del Moral | Spanje | 1966, 1967       |
| 2             | Domingo Perurena        | Spanje | 1971, 1978       |
| 2             | Miguel María Lasa       | Spanje | 1973, 1979       |
| 2             | Juan Fernandez          | Spanje | 1980, 1983       |
| 2             | Roberto Heras           | Spanje | 1998, 1999       |
| 2             | Giovanni Visconti       | Italië | 2012, 2016       |

### Overwinningen per land
| Overwinningen | Land                                                               |
| ------------- | ------------------------------------------------------------------ |
| 56            | Spanje                                                             |
| 3             | Italië                                                             |
| 2             | Frankrijk                                                          |
| 1             | Colombia, Costa Rica, Denemarken, Portugal, Venezuela, Zwitserland |

1946 · 1947 · 1948-1954 · 1955 · 1956 · 1957 · 1958 · 1959 · 1960 · 1961 · 1962 · 1963 · 1964 · 1965 · 1966 · 1967 · 1968 · 1969 · 1970 · 1971 · 1972 · 1973 · 1974 · 1975 · 1976 · 1977 · 1978 · 1979 · 1980 · 1981 · 1982 · 1983 · 1984 · 1985 · 1986 · 1987 · 1988 · 1989 · 1990 · 1991 · 1992 · 1993 · 1994 · 1995 · 1996 · 1997 · 1998 · 1999 · 2000 · 2001 · 2002 · 2003 · 2004 · 2005 · 2006 · 2007 · 2008 · 2009 · 2010 · 2011 · 2012 · 2013 · 2014 · 2015 · 2016 · 2017 · 2018 · 2019